# Mina & Gaber: un'ora con loro
Mina & Gaber: un'ora con loro è una compilation di Mina e di Giorgio Gaber pubblicata nel 1965.

## Storia
Contiene 6 canzoni interpretate da Mina (lato A) e 6 da Giorgio Gaber (lato B), pubblicata dall'etichetta discografica Ri-Fi nell'ottobre del 1965. Il brano Pieni di sonno è l'unico in cui i due cantano insieme; Ora o mai più e Brava erano inediti e vennero poi pubblicati anche su singolo nel 1965; le altre 4 tracce di Mina provengono dall'album Studio Uno dello stesso anno. Tu no è la cover di Dream on Little Dreamer cantata da Perry Como con l'Anita Kerr Quartet, pubblicata su singolo e sull'album The Scene Changes nel 1965; Dopo la prima sera è l'unico inedito dell'album, tutti gli altri brani provengono da singoli del 1965.
Il 33 giri, che contiene brani dei due artisti all'epoca entrambi sotto contratto con la casa discografica Ri-Fi, ha un discreto successo di vendite nel 1965 divenendo il 32º disco più venduto in quell'anno.
Ancora una volta sul sito della cantante l'ordine dei brani è riportato in sequenza errata rispetto a quella stampata sulla copertina e sulla facciata del disco. Inoltre sono omessi tutti i dati delle tracce che riguardano Gaber.
Pubblicato su CD la prima volta nel 2001 (MBO 02455501032), è stato rimasterizzato dalla Halidon nel 2009 su LP in vinile da 180 grammi (SRLP 10) e su Picture disc (SRLPD 17), entrambi a tiratura limitata, il secondo a 500 esemplari. Nel 2011 ancora dalla Halidon è stato rimasterizzato su CD con tecniche digitali (SRCD 6297).

## Tracce
Lato A - Mina
1. Ora o mai più – 2:22 (testo: Antonio Amurri – musica: Gianni Ferrio; edizioni musicali Peer italiana) – Inedito su album (singolo, 1965)
2. L'ultima occasione – 2:43 – da Studio Uno, 1965
3. Era vivere – 2:23 – da Studio Uno, 1965
4. E... (E adesso sono tua) – 3:00 – da Studio Uno, 1965
5. Brava – 1:48 (Bruno Canfora; edizioni musicali Curci) – Inedito su album (singolo, 1965)
6. Più di te (I Won't Tell) – 2:47 – da Studio Uno, 1965

Lato B - Gaber

Edizioni musicali Settebello.
1. Come ti amavo ieri – 2:18 (Giorgio Gaber)
2. Pieni di sonno (con Mina) – 3:02 (Giorgio Gaber)
3. Amore, difficile amore – 2:12 (Giorgio Gaber)
4. Tu no (Dream on Little Dreamer) – 2:34 (testo: Giorgio Calabrese – musica: Jan Crutchfield, Fred Burch; edizioni musicali Peer italiana)
5. Dopo la prima sera – 2:20 (Giorgio Gaber) – Inedito
6. Un amore vuol dire – 2:38 (Giorgio Gaber)